# 伊丘尼亞區

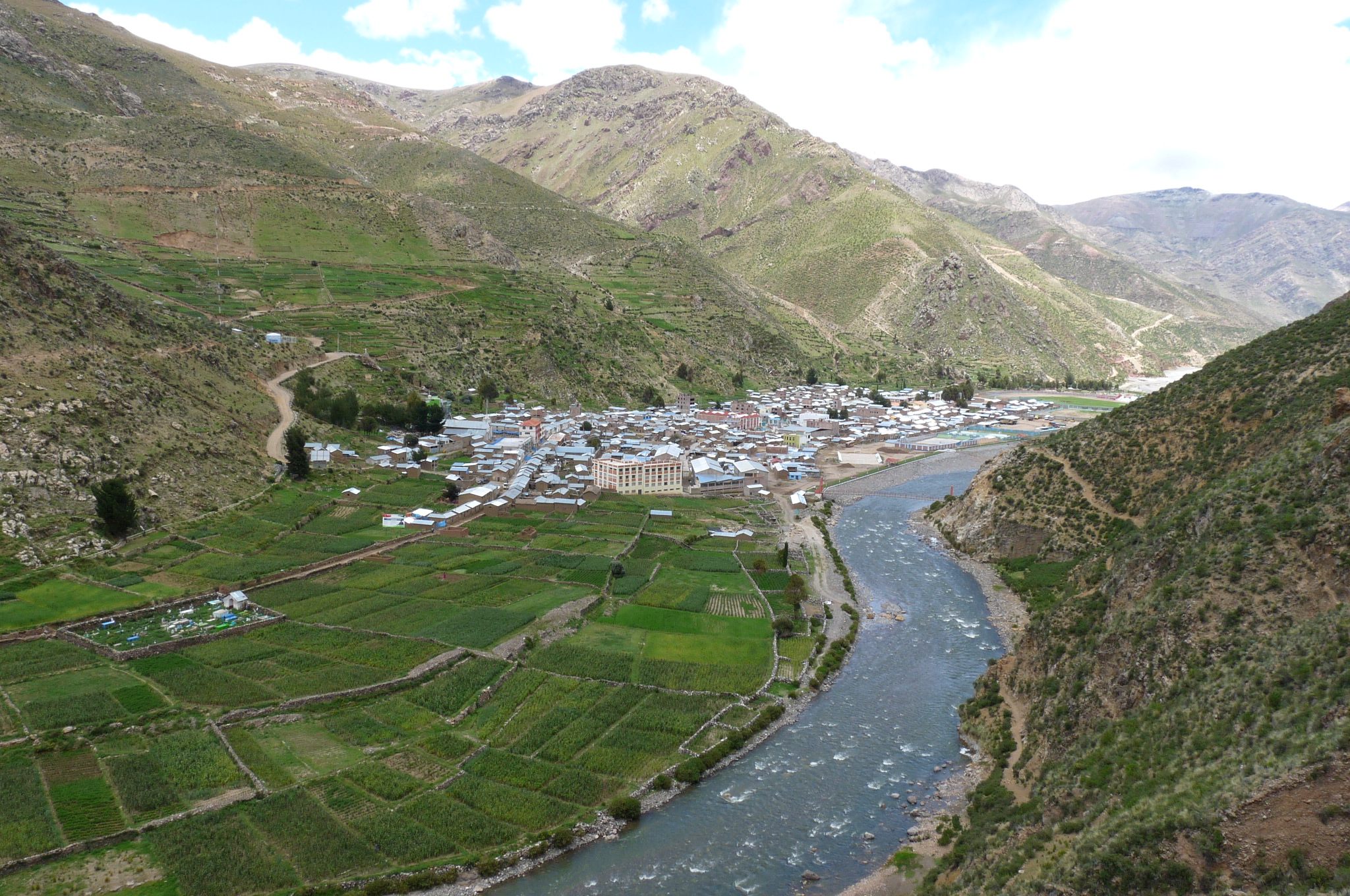

16°08′26″S 70°32′09″W / 16.1406°S 70.5357°W
伊丘尼亞區（西班牙語：Distrito de Ichuña），是秘魯的一個區，位於該國南部莫克瓜大區的桑切斯將軍山省，始建於1857年1月2日，面積1,017.7平方公里，海拔高度3,756米，2005年人口3,782，人口密度每平方公里3.7人。